# Dębno (powiat nowotarski)
Dębno – wieś w Polsce, położona w województwie małopolskim, w powiecie nowotarskim, w gminie Nowy Targ, nad Dunajcem. Potocznie zwane Dębnem Podhalańskim.
| SIMC    | Nazwa      | Rodzaj                          |
| ------- | ---------- | ------------------------------- |
| 1049379 | Furmaniec  | część wsi                       |
| 1049422 | Kamieńce   | część wsi (zniesiona w 2023 r.) |
| 0457113 | Za Cesarką | część wsi                       |
| 0457120 | Za Rzeką   | część wsi                       |

Wieś królewska Dębno Spiskie położona w drugiej połowie XVI wieku w powiecie sądeckim województwa krakowskiego, należała do tenuty czorsztyńskiej. W latach 1975–1998 miejscowość należała administracyjnie do województwa nowosądeckiego. Położona jest w południowej Małopolsce w regionie geograficznym Kotlina Nowotarska i historyczno-etnograficznym Spisz. Dębno uwarunkowaniami kulturowo-historycznymi związane jest jednak bardziej z Podhalem niż ze Spiszem.
Pierwsze zachowane wzmianki o wsi pochodzą z XIII wieku. Główną atrakcją miejscowości jest XV-wieczny gotycki drewniany kościół św. Michała Archanioła wpisany na listę światowego dziedzictwa UNESCO. Miejscowość znajduje się na małopolskim Szlaku Architektury Drewnianej.

## Zabytki
Obiekt wpisany do rejestru zabytków nieruchomych województwa małopolskiego.
- Kościół parafialny pw. św. Michała Archanioła.